# 蚵殼港 (基隆市)
蚵殼港，是臺灣基隆市的一個地名，位於安樂區、中山區交界地帶。

## 歷史
台灣清治末期，蚵殼港地區為一街庄，稱為「蚵殼港庄」，隸屬於基隆堡。該庄東北與牛稠港庄為鄰，東南與基隆街、獅球嶺庄為鄰，南邊為港口庄，西南邊為鶯歌石庄、大武崙庄，西北邊為大竿林庄、內木山庄。
1901年（日治明治三十四年）11月，該庄隸屬於基隆廳，編入第二區。1905年（明治三十八年）7月，第一區、第二區合併為「基隆區」。1920年（大正九年），該庄改制為「蚵殼港」大字，隸屬於臺北州基隆郡基隆街。1924年10月，基隆街升格為州轄基隆市。1931年基隆市實施「町名改正」，本地區拆分為多個町。
戰後基隆市改制為省轄市，本地區拆分編入第四、第五區，町改制為里。1946年，第四區改稱安樂區，第五區改名中山區，本地區仍屬之。因人口增加，本地區已細分為多個里。
此地區學校眾多，有公立的基隆市安樂區西定國民小學、基隆市立安樂高級中學等，以及私立的輔大聖心中小學，稍遠的內木山尚有經國管理暨健康學院，教育資源相當豐沛。

## 交通
台鐵縱貫線端點站基隆車站位於蚵殼港地區最東端外不遠處，屬一等站，各級列車均有停靠。由此往南可前往汐止、台北、桃園、新竹等地，亦可於八堵車站轉宜蘭線前往宜蘭、羅東、花蓮、台東等地。
省道台2線即北部濱海公路，經過本地區中部偏南地帶，往西北可前往萬里、金山、石門、淡水等地，往東南轉東北可前往基隆市中心、瑞芳、貢寮、頭城、蘇澳等地。

## 學校

### 公立
- 基隆市立安樂高級中學（完全中學）
- 基隆市安樂區安樂國民小學（暨附設幼兒園）
- 基隆市安樂區西定國民小學（暨附設幼兒園）
- 基隆市中山區太平國民小學（已廢校）

### 私立
- 基隆市輔大聖心高級中學（完全中學）
- 基隆市輔大聖心國民小學（暨附設幼兒園）

## 景點
- 獅球嶺隧道（另一端在港口，市定古蹟）

## 廟宇
- 基隆慈雲寺（觀音寺）
- 老大公廟（陰廟）
- 淨因寺（觀音寺，已荒廢）